# Zaravecchia
Zaravecchia (in croato Biograd na Moru; in italiano anche Alba Marittima, desueto, dal nome latino della città Alba Maris) è una città della regione zaratina, in Croazia.

## Storia
La città, fondata nel X secolo dai Croati, è stata un'importante capitale nella storia del paese balcanico, dove posero la loro corte i re di Croazia Stjepan Držislav e Petar Krešimir. Nel 1102 vi fu incoronato Colomanno, re d'Ungheria e Croazia. Nel 1202, durante la quarta crociata, quando i Crociati conquistarono la vicina Zara, molti degli abitanti di quella città si rifugiarono a Biograd, che venne così ribattezzata Zara Nuova. Due anni dopo gli zaratini tornarono nella loro città natale e Biograd divenne Zara Vecchia. Nei dintorni vi sono resti di ville romane. Entrò a far parte della repubblica di Venezia nel 1409, e vi rimase fino al 1797. Zaravecchia subì diversi saccheggi e incendi e, recentemente, nel corso della guerra d'indipendenza croata, fu danneggiata dai combattimenti. Il museo cittadino raccoglie reperti di epoca romana e medievale. Dall'XI secolo fu sede vescovile, ma in seguito alla distruzione della città nel 1116, la sede fu traslata a Scardona.

## Geografia fisica
È posta sulla costa del mar Adriatico di fronte all'isola di Pašman, a 28 km a sud-est di Zara.

## Società

### Etnie e minoranze straniere
Secondo il censimento del 2011, la maggior parte della popolazione è di etnia croata (97,61%); sono presenti delle piccole minoranze come quella albanese (0,88%), serba (0,36%), slovena (0,23%), bosniaca (0,11%), ceca (0,11%) e polacca (0,11%).

### La presenza autoctona di italiani
Vi fu una piccolissima comunità di italiani autoctoni che rappresentava una minoranza residuale di quelle popolazioni italiane che abitarono per secoli la penisola dell'Istria e le coste e le isole del Quarnaro e della Dalmazia, territori che furono della Repubblica di Venezia.
Secondo il censimento austro-ungarico del 1880 erano presenti 22 italiani; nel censimento del 1890 risultarono 8 italiani e in quello del 1900 17 italiani.

## Località
Il Comune di Zaravecchia non è suddiviso in frazioni (naselje).
Zaravecchia è il centro della riviera di cui fanno parte anche gli attigui comuni di Poschiane (comprendente anche la frazione di Drage (Draghe) e l'isola di Vrgada (Vergada)) e San Filippo e Giacomo (comprendente anche la frazione di Sveti Petar na Moru e Turanj (Torrette) lungo la costa, nonché, sull'adiacente isola di Pasman, il comune di Pasman (comprendente anche le frazioni di Banj (Bagno), Dobropoljana (Dobrapogliana), Kraj (Paese), Mrljane (Mirliana), Neviđane (Novigliano) e Ždrelac (Sdrelaz)) e il comune di Tkon (Tuconio)).